# ديف فروست
ديف فروست (بالإنجليزية: Dave Frost)‏ هو لاعب كرة قاعدة أمريكي، ولد في 17 نوفمبر 1952 في لونغ بيتش في الولايات المتحدة.